# Хипокоон
Хипокоон (на гръцки: Ἱπποκόων, Ἱπποκόωντος, Hippocoön, Hippokoon, „Познавач на коне“) e в древногръцката митология цар на Спарта през 13 век пр.н.е.
Той е най-големият син на Ойбал и нимфата Батия. Полубрат е на Тиндарей и Ираклий. След смъртта на баща му Ойбал на трона се възкачва полубрат му Тиндарей. Хипокоон изгонва от Спарта полубратята си и става цар на Спарта.
Хипокоон има 20 сина, от които са познати: Dorykleus, Skaios, Enarophoros, Euteiches, Bukolos, Lykaithos, Tebros, Hippothoos, Eurytos, Hippokorystes, Alkinus, Alkon, Dorkeus, Enaraiphoros, Sebros, Alkimos, Eumedes и Enarsphoros.
След убийството на Ифит от Херакъл, той отказва прочистването на Херакъл. Херакъл започва война против Нелей и Хипокоон, завладява Спарта, убива Хипокоон и синовете му и дава управлението обратно на Тиндарей.